# ПТУ-26 (Бучач)
Державний навчальний заклад Бучацьке професійно-технічне училище, або Бучацьке професійно-технічне училище № 26 — професійний навчальний заклад у Бучачі Тернопільської области, Україна.

## Історія закладу

### Бучацька школа механізації сільського господарства (ШМСГ)
Засноване як Бучацька школа механізації сільського господарства (ШМСГ) наказом Міністерства сільського господарства УРСР за № 1443 від 16 грудня 1950 року та Тернопільського обласного управління сільського господарства № 776 від 20 грудня 1950 року. Головне завдання тодішнього навчального закладу — здійснення підготовки кваліфікованих механізаторських кадрів для сільського господарства. Базувалася у приміщенні монастиря отців Василіян, діяльність якого була заборонена «совітами». Монастирську церкву переобладнали під навчальний корпус, розмістивши у ній зернозбиральний комбайн.

### Бучацьке СПТУ-6
Назва — від 1 вересня 1974 року.

### Бучацьке СПТУ-26
Назва отримана у травні 1984 року.

## Працівники

### Директори
- Давидович М. С. — 15 грудня 1950 — 23 листопада 1953
- Сімейко М. М. — 7 грудня 1953 — 13 липня 1960
- Гороховцев О. С. — 10 жовтня 1960 — 29 серпня 1961
- Дремлюга П. П. — 30 серпня 1961 — 16 квітня 1962
- Кондрацький А. М. — 17 квітня 1962 — 22 червня 1968
- Ільчик Григорій Васильович — 23 червня 1968 — 26 листопада 1968
- Тітаренко В. Ф. — 27 листопада 1968 — 15 лютого 1974
- Петрик Б. А. — 16 лютого 1974 — 2 листопада 1981
- Кіндибалюк М. Й. — 3 листопада 1981 — 23 серпня 1982
- Крушельницький Михайло Володимирович — 24 серпня 1982 — 30 серпня 1984
- Трофимук Петро Борисович — 31 серпня 1984 — 1 липня 2007, заслужений працівник освіти України
- Бугаєнко Володимир Анатолійович — 2010—2015[2]

### Вчителі
- Андрушко Володимир Васильович — політв'язень, підняв жовто-блакитні прапори над Чернівецьким університетом 23 травня 1952, над Чернівецькою ратушою 3 жовтня 1990; працював у 1974—1980 роках.[3]

## Випускники
- Сторчак Іван Васильович (1996—2017) — український військовик, учасник російсько-української війни.